# Qatar Airways
Qatar Airways (arabiska: القطرية, al-Qaṭarīya) bildades 1993 och är ett flygbolag från Qatar, med ett 100-tal flygplan i flottan. De har beställt bland annat 10 st (med option på ytterligare 3 st) Airbus A380, världens största passagerarflygplan.
Flygbolaget har en mycket internationell kabinpersonalstyrka med över 120 nationaliteter representerade. Qatar Airways har uppmärksammats och mött stark kritik för sina anställningsavtal, som av anställda har beskrivits som slavliknande.

## Destinationer

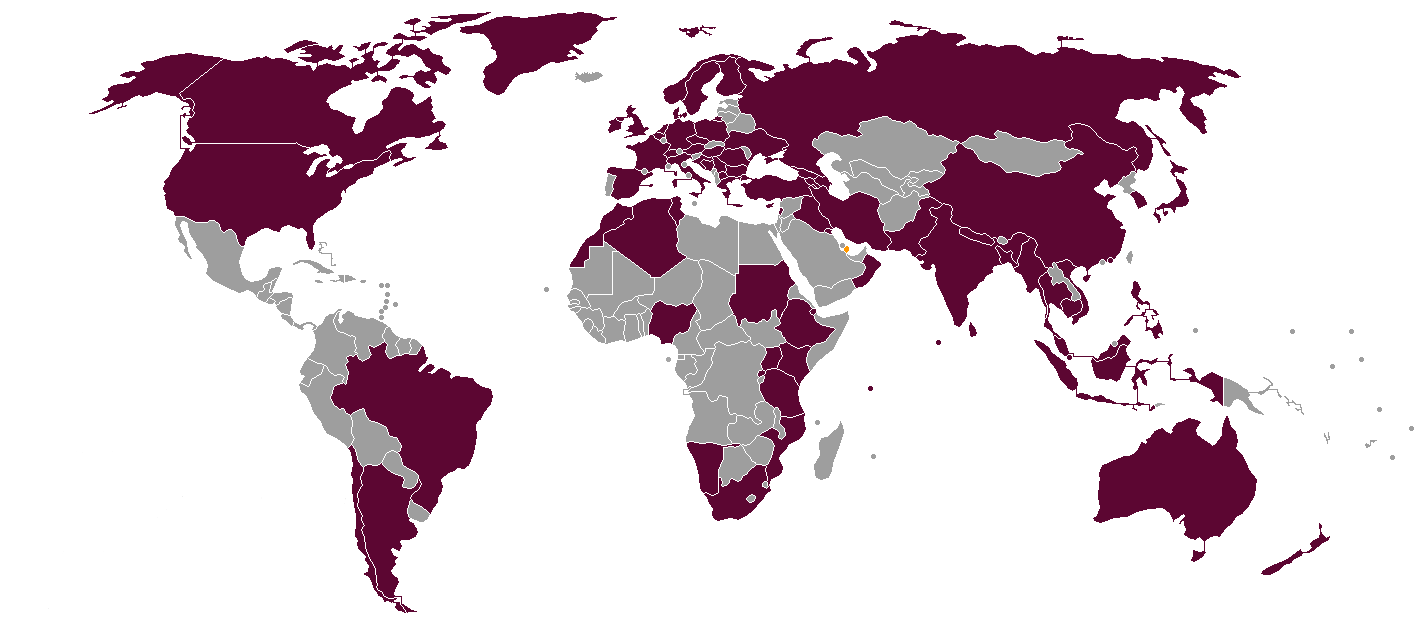
Qatar Airways destinations (September 2017)

Från och med den 25 januari 2021 sprids Qatar Airways nätverk över 120 destinationer efter lösningen av Qatars luftrumskonflikt med grannländerna i Gulf. Operatören planerar för närvarande att utöka sitt nätverk för att nå 130 rutter i mars 2021.

## Flotta

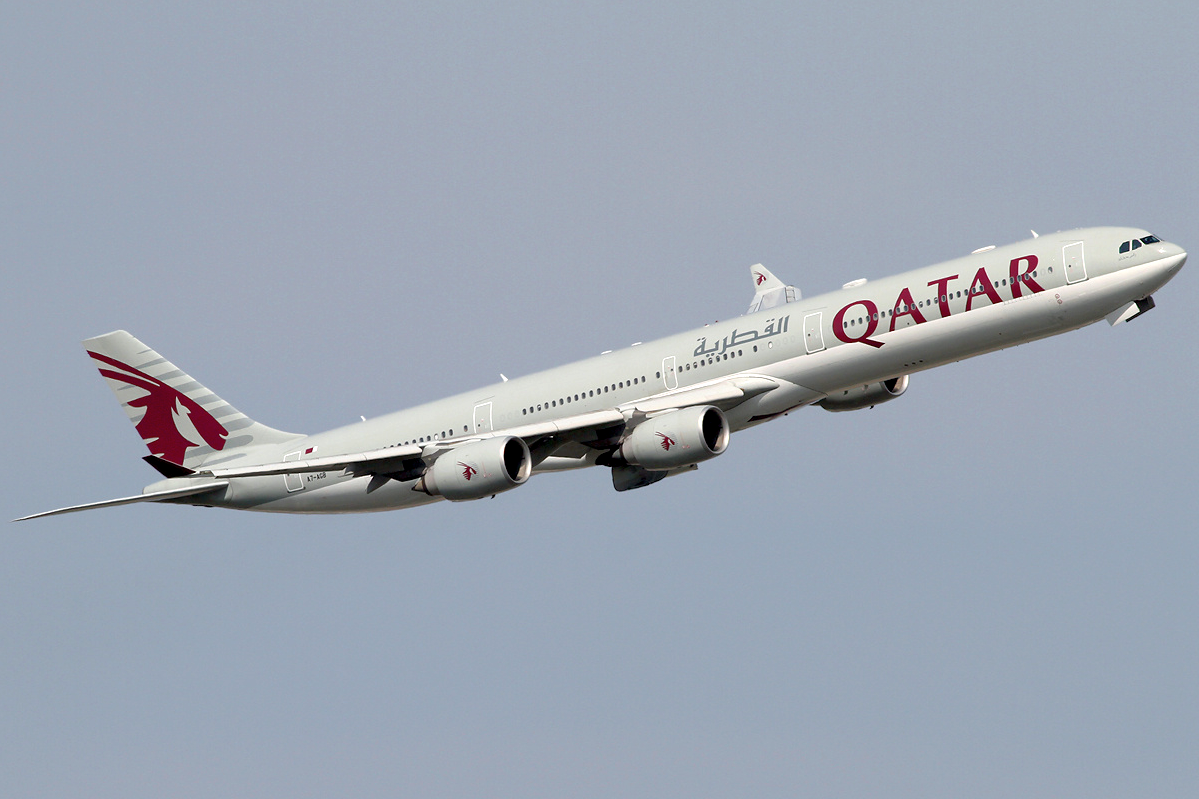
Airways Airbus A340-642 målad i Qatars färger

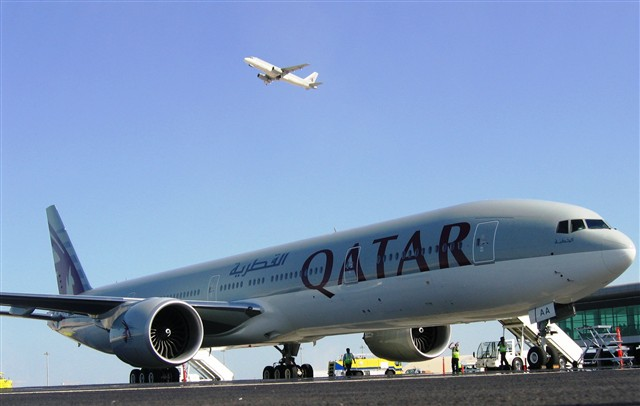
Boeing 777 från Qatar Airways

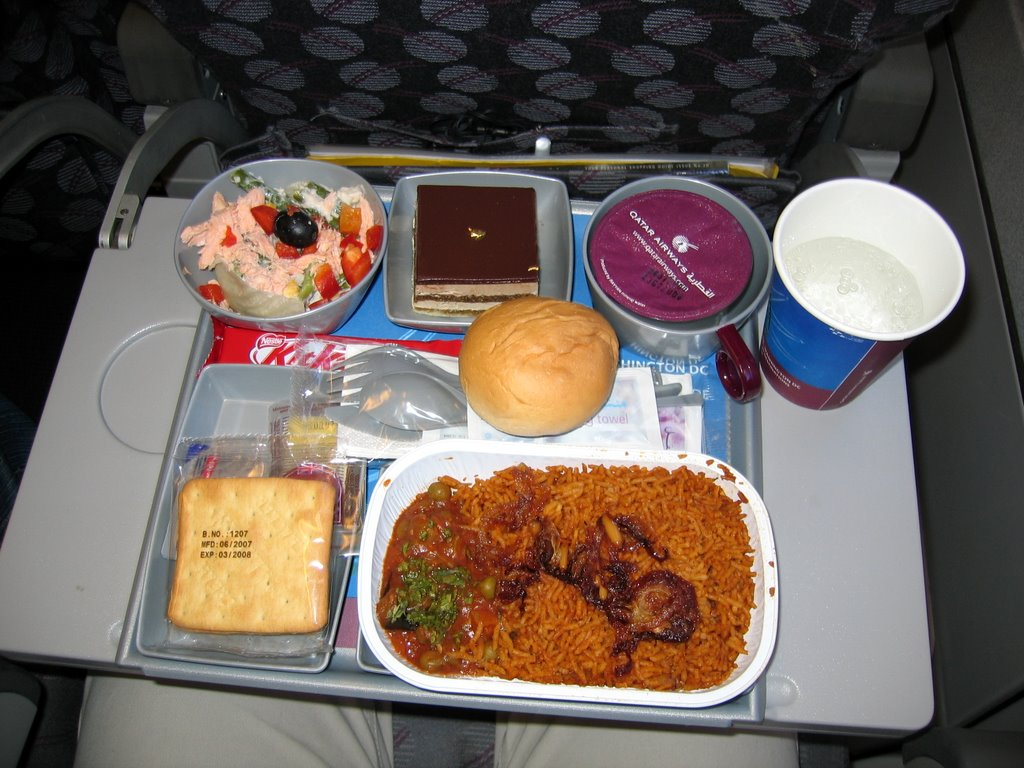
Måltid på Qatar Airways ekonomiklass

### Nuvarande
Qatars flygplansflotta bestod av följande plan, december 2014:

## Kabin
Alla klasser på Qatar Airways flyg (förutom vissa A319/320/321) har en LCD skärm vid varje flygstol. Satellit-tv finns i deras A330- och A340-flygplan som erbjuder många europeiska och arabiska tv-kanaler.  Hela långdistansflottan är utrustad med IFE-system med filmer, musik, TV-program, spel, interaktiva kartor samt en egen telefon.  Qatar Airways har plattsängsstolar i businessklassen på Boeing 777-200LR och på de kommande A380, B787 och A350 flottan.

## Bagage
|           | Första klass | Businessklass | Ekonomiklass |
| --------- | ------------ | ------------- | ------------ |
| Alla flyg | 50kg         | 40 kg         | 30 kg        |

|           | Första klass                                        | Businessklass                                       | Ekonomiklass                                      |
| --------- | --------------------------------------------------- | --------------------------------------------------- | ------------------------------------------------- |
| Alla flyg | 2 väskor som ej får överstiga 15kg (50 x 37 x 25cm) | 2 väskor som ej får överstiga 15kg (50 x 37 x 25cm) | 1 väska som ej får överstiga 7kg (50 x 37 x 25cm) |

Qatar Airways tillåter inte förhandsbokning av extra bagage såsom många andra flygbolag gör. Företaget anvisar passagerare att kontakta det lokala Qatar Airways-kontoret för information om gällande överviktspriser. Exempelvis kostar övervikt mellan Stockholm och mellanöstern 11 USD vilket motsvarar ungefär 100 svenska kronor och för andra destinationer 13 USD  per kilo, att jämföra med ett extra bagage på max 23 kg hos SAS som kostar 400 kr inom Europa (däremot har SAS ingen linje till Mellanöstern).